# Floscularia pedunculata
Floscularia pedunculata is een raderdiertjessoort uit de familie Flosculariidae. De wetenschappelijke naam van deze soort is voor het eerst geldig gepubliceerd in 1883 door Joliet.